# محمد بن واصل
محمد بن واصل بن إبراهيم التميمي (يُعرف أيضًا باسم الحنظلي) كان مغامرًا عسكريًا سيطر على مقاطعة فارس العباسية في عام 870. حكم فارس بشكل متقطع حتى عام 876، عندما قبض عليه يعقوب بن الليث، أمير الصفاريين في سيستان، وسجنه.

## الحياة المهنية المُبكرة
كان محمد عضوًا في عائلة عربية كانت مرتبطة منذ فترة طويلة بالخوارج. وفي عام 837 تولى قيادة مجموعة من الخوارج في بست، وثار ضد السلطات العباسية. وتمكنت قواته من هزيمة جيش والي سيستان وأسر قائده ابن الوالي. أطلق محمد سراحهما في النهاية بعد مفاوضات مع الحاكم؛ ثم غادر منطقة بست واتجه إلى كرمان، التي كانت موطنًا لعدد من الخارجين عن القانون من الخوارج.

## حكم فارس

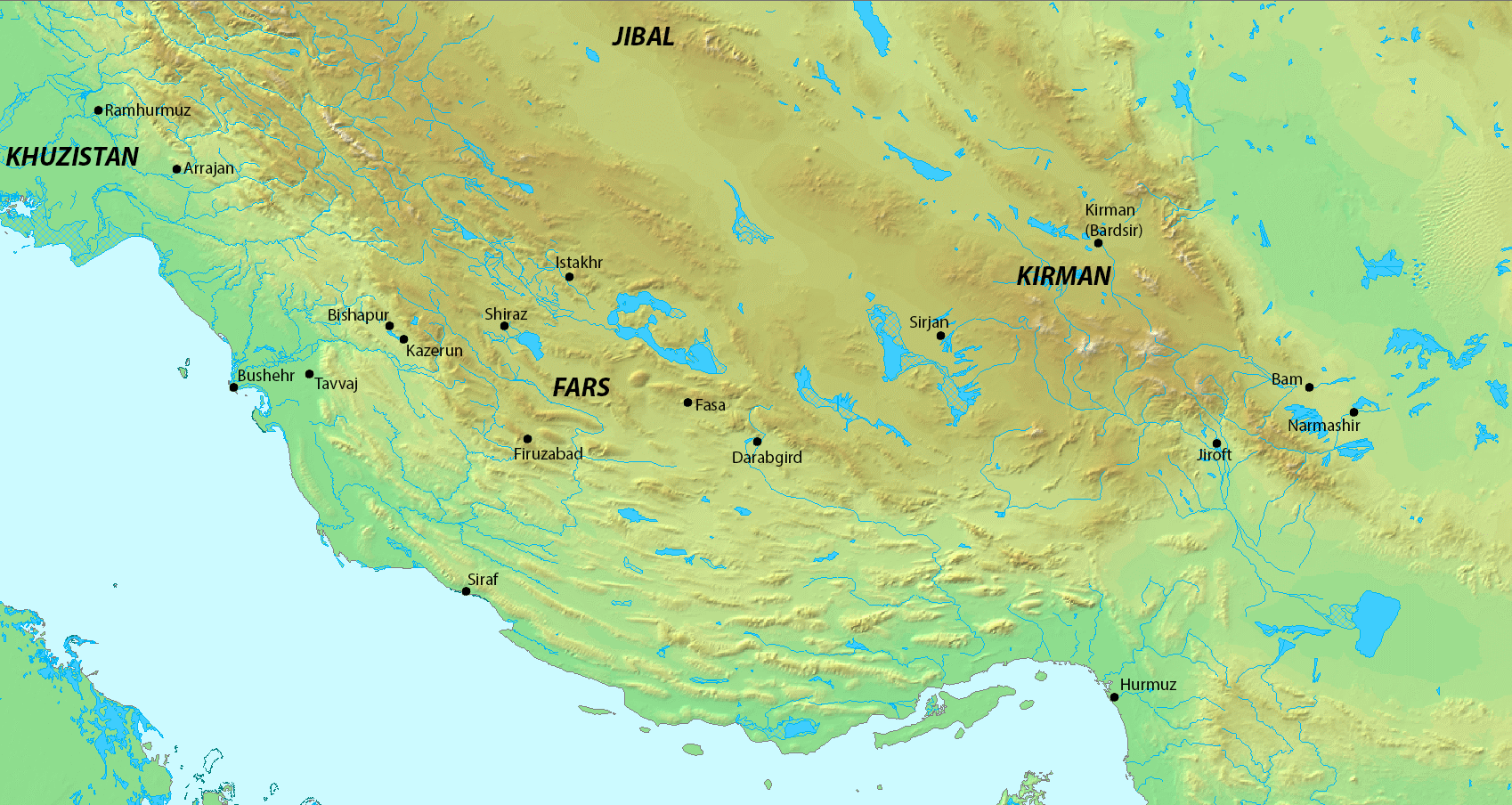
خريطة فارس والمناطق المحيطة بها في القرنين التاسع والعاشر

وبعد أن أكمل نشاطاته في الشرق، انتقل محمد إلى إقليم فارس. في عام 870، وبعد أن ضعفت سيطرة الخلافة على فارس نتيجة لسنوات من الفوضى، قرر التمرد ضد الحكومة. وتحالف مع زعيم الأكراد المحليين، وهزموا معًا حاكم الإقليم الحارث بن سيما فقتلوه. ونتيجة لهذا الانتصار انهار الحكم العباسي في فارس، وتمكن محمد من السيطرة على الإقليم.
وبعد أقل من عام من استيلائه على فارس، تعرض محمد للتهديد من يعقوب بن الليث، أمير سيستان الذي نصب نفسه أميرًا مُستقلًّا ولكن احتفظ باعتراف اسمي للعباسيين. وتوجه يعقوب نحو الغرب نحو فارس بهدف إخضاع الإقليم. تختلف المصادر حول ما حدث بعد ذلك، ولكن يعقوب تراجع في النهاية عن مواصلة حملته، فعاد إلى سيستان. ويقال إن انسحابه كان إما بسبب خضوع محمد له، أو بسبب وصول المبعوثين الذين أرسلتهم حكومة الخلافة لإقناعه بالتخلي عن تقدمه غربًا. وفي كلتا الحالتين، سرعان ما توصل محمد إلى التقارب مع الحكومة المركزية، وفي عام 872 سلم الخراج (عائدات الضرائب)، وربما حكومة فارس، إلى ممثل الخليفة.
ولم تدم العلاقة الودية بين محمد وحكومة الخلافة طويلًا، وسرعان ما عاد محمد إلى معارضته السابقة للسلطة العباسية. في عام 875، أرسل موسى بن بغا، الذي أوكلت إليه الحكومة المركزية مسؤولية فارس، جيشًا بقيادة عبد الرحمن بن مفلح لترسيخ وجود عباسي راسخ في الولاية. وعندما علم محمد بهذا التطور، تقدم نحو خوزستان، وقيل إنه التقى بجيش الخليفة في رامهرمز. اشتبك الجانبان في قتال، وانتصر محمد؛ وقُتل تشتيمور نائب ابن مفلح، ووقع ابن مفلح في أسر قوات محمد. أرسلت الحكومة المركزية مبعوثًا لتأمين إطلاق سراح ابن مفلح، لكن محمدًا رفض عروضهم وأعدم القائد. فأعلن محمد عن نيته الزحف على موسى بن بغا، وتقدم إلى الأهواز. أدرك موسى عدم قدرته على السيطرة على الوضع، فاستقال من منصبه ونقل مسؤولية فارس إلى الخليفة الموفق.
وانتهت حملة محمد في الغرب بشكل مفاجئ مع وصول خبر تقدم يعقوب بن الليث مرة أخرى من سيستان. وفي هذه المرة غزا فارس وتقدم إلى إصطخر، واستولى على خزائن محمد هناك. وخرج محمد من خوزستان، وعاد إلى فارس في محاولة لوقف يعقوب. وقد التقيا بالقرب من بحيرة باختيجان [الإنجليزية] في أغسطس/آب 875، وفي المعركة التي نتجت عن ذلك، هُزم محمد، على الرغم من تفوق جيشه عدديًّا. أُجبر محمد على الفرار؛ ونهب يعقوب معقل محمد في سعيد آباد واستولى على فارس.
وفي أعقاب هزيمته، اتجه محمد مرة أخرى نحو العباسيين، وتمكن من استعادة مكانته لدى الحكومة المركزية. وفي هذه الأثناء، واصل يعقوب مسيرته نحو الغرب، فتحرك أولًا عبر خوزستان ثم اتجه نحو العراق. وقد أدى تقدمه إلى اقترابه من بغداد وعاصمة العباسيين سامراء، ولكن في نيسان 876 هزمه جيش الخليفة بقيادة الموفق في معركة دير العاقول. أدى غزو يعقوب للأراضي العباسية الأساسية إلى تنفير الحكومة ضده، وبعد هزيمة الأمير، عُين محمد في فارس كحاكم للخلافة في ظل معارضة يعقوب.
كانت ولاية محمد على فارس قصيرة الأجل. حتى قبل توليه منصب حاكم المقاطعة رسميًا، عاد إلى المقاطعة وجمع المؤيدين لقضيته. لكن يعقوب، على الرغم من هزيمته على أيدي العباسيين، كان لا يزال لديه القوة لإعادة تأكيد سلطته داخل فارس، وعندما بدأ العدوان القتال، سرعان ما وجد محمد نفسه عاجزًا عن الحفاظ على منصبه. وعندما أدرك خسارته لقضيته، حاول الفرار من فارس، متجهًا على طول الساحل حتى وصل إلى مدينة سيراف الساحلية، ولكن بعد عام قبض عليه جيش الصفاريين وسجنوه.
لم يُحدد المؤرخون بشكل صريح المصير النهائي لمحمد. وبحسب إحدى الروايات، بقي محمد في الحبس لمدة عامين قبل أن يقمع جنود يعقوب ثورة في مجمع السجن بعنف؛ وبعد ذلك، اختفى محمد من المصادر.

## ملحوظات
1. ↑  Al-Tabari, p. 116 n. 334
2. ↑  Tor, p. 132
3. ↑  "Kurds" could be used by the historians as a general term meaning any nomadic Iranians. Minorsky, "The Guran," Bulletin of the School of Oriental and African Studies 11:1 (1943), p. 75, qtd. in Tor, p. 126 n. 37
4. ↑  Bosworth, pp. 147–8; Tor, p. 132; al-Tabari, p. 116
5. ↑  Bosworth, pp. 148–9; Tor, pp. 132–3; al-Tabari, pp. 119, 137
6. ↑  Bosworth, pp. 149–50; Tor, p. 156; al-Tabari, pp. 164–5
7. ↑  Bosworth, pp. 150–2; Tor, p. 157; al-Tabari, p. 166
8. ↑  Bosworth, pp. 153, 158–61; al-Tabari, pp. 168–72
9. ↑  Bosworth, p. 163; al-Tabari, pp. 181, 185
10. ↑  Bosworth, pp. 163–4 n. 480